# C++/WinRT
C++/WinRT es una librería en C++ estándar (C++17) que permite el acceso a la plataforma Windows Runtime y las nuevas APIs de Windows. Fueron creadas originalmente por Kenny Kerr en 2015 e incluidas como parte del Microsoft Windows SDK en la versión 10.0.17134.0 (Windows 10, versión 1803).
Estas librerías son la manera recomendada por Microsoft para consumir y acceder a las APIs de Windows Runtime en C++, sustituyendo así tanto a las librerías Windows Runtime C++ Template Library (WRL), como a la extensión del lenguaje C++/CX.

## Introducción
Las APIs de programación de WinRT (Windows Runtime) están basadas en COM (Component Object Model) y han sido diseñadas para ser consumidas a través de proyecciones en distintos lenguajes (p.e. C# o Javascript). El objetivo de cada proyección es ocultar los detalles de COM y proporcionar una experiencia de programación más natural adaptada a cada lenguaje y sus características.
Las librerías C++/WinRT son una proyección al lenguaje C++ (concretamente C++17). Están implementadas como librerías basadas en ficheros de  cabecera (.h) y diseñadas para poder acceder y consumir las APIs de Windows Runtime usando cualquier compilador compatible con C++17. 

### Programa Hola mundo
Un programa mínimo de ejemplo Hola mundo escrito en C++/WinRT podría ser el siguiente:
```
// main.cpp

#include
 
<winrt/Windows.Foundation.h>

using
 
namespace
 
winrt
;

using
 
namespace
 
Windows
::
Foundation
;

int
 
main
()

{

    
winrt
::
init_apartment
();

    
Uri
 
contosoUri
{
 
L
"http://www.contoso.com"
 
};

    
Uri
 
combinedUri
 
=
 
contosoUri
.
CombineUri
(
L
"products"
);

}

```

Como puede verse, se trata de código C++ estándar, en el que se utilizan de manera directa tanto tipos como funciones de la API de Windows Runtime.

### Escenarios de uso
A la hora de desarrollar aplicaciones, tres son los principales escenarios con los que podemos sacar ventaja del uso de C++/WinRT:
- Consumir APIs y tipos de Windows Runtime
- Producir APIs y tipos de Windows Runtime
- Desarrollo de aplicaciones XAML